# Breakdown (píseň, Clock DVA)
„Breakdown“ je píseň anglické skupiny Clock DVA, která vyšla na albu Advantage v roce 1983 (vydavatelství Polydor Records). Producentem nahrávky byl Hugh Jones. Autorem textu k písni je Adi Newton, autory hudbu jsou členové kapely Clock DVA. Píseň nahráli Paul Browse (saxofon), John Valentine Carruthers (kytara), Dean Dennis (baskytara), Adi Newton (zpěv, trubka) a Nick Sanderson (bicí, perkuse), což byli členové kapely. Doprovodné vokály zde zpívala Katie Kissoon. Píseň vyšla rovněž jako singl, na jehož B-straně byla coververze skladby „The Black Angel's Death Song“, jejíž autory byli Lou Reed a John Cale a původně ji vydala skupina The Velvet Underground na svém prvním albu The Velvet Underground & Nico z roku 1967.